# La Lima
La Lima est une ville du Honduras située dans le département de Cortés.